# Apple A4
El Apple A4 es un System on chip, que integra un microprocesador basado en la arquitectura ARM; y una GPU PowerVR 535 en un mismo encapsulado. Fue desarrollado conjuntamente por Intrinsity y Samsung. Posteriormente, Intrinsity fue adquirida por Apple Inc, heredando naturalmente el diseño del chip. Es utilizado en varios productos móviles de Apple, como el iPad, el iPhone 4, la cuarta generación de iPod Touch y la segunda generación de Apple TV.
El chip A4 es un System on Chip, es decir, no solo es una CPU, sino también una GPU en un mismo encapsulado. Gracias a este procesador basado en Cortex A8, el iPhone puede reproducir vídeos en alta definición y gracias a la GPU ejecutar juegos fluidamente y añadir efectos gráficos a la interfaz.
Durante un tiempo se rumoreó que chip había sido diseñado por P.A. Semi, compañía que Apple también adquirió anteriormente, hoy día, estos rumores han sido totalmente descartados.
El sucesor de este chip es el Apple A5.

## Productos que incluyen el Apple A4
- Apple iPad — abril de 2010.
- Apple iPhone 4 — junio de 2010.
- Apple iPod Touch cuarta generación — septiembre de 2010.
- Apple TV segunda generación — septiembre de 2010.